# Oinville-sous-Auneau
Oinville-sous-Auneau – miejscowość i gmina we Francji, w Regionie Centralnym, w departamencie Eure-et-Loir.
Według danych na rok 1990 gminę zamieszkiwało 256 osób, a gęstość zaludnienia wynosiła 25 osób/km² (wśród 1842 gmin Centre, Oinville-sous-Auneau plasuje się na 885. miejscu pod względem liczby ludności, natomiast pod względem powierzchni na miejscu 1136.).